# 杉江浩明
杉江 浩明（すぎえ ひろあき、1978年11月8日 - ）は、愛知県出身の競艇選手。
登録番号4035。身長164cm。血液型A型。85期。

## 来歴・人物
・中学時代は体操部に所属。運動神経には自信があり、40代になった現在でも筋肉が自慢。得意種目は鉄棒。学生時代は鉄棒でぐるぐる、今は水面をぐるぐる周っている。
・好きな言葉は「努力」だが、その努力は人に見せるものではなく陰でこっそり積み重ねるものであると勝ガマで話した。
・銀河系軍団の普通。
・ボートレースが好きでレーサーになりたかった父に「お前もどうだ？」と勧められてレーサーを志す。
・2022年４月、ボートレース浜名湖で７度の優勝があったモーターを使い納めの節に引いてしまい、めちゃくちゃプレッシャーを感じながらも優勝戦へ進む。本番は５コースからまくり差し、約１０年ぶり２度目の優勝を果たした。
・いいエンジンは嬉しいがペラを叩くのが好きで、よすぎるとペラを叩く余地がないという葛藤があり複雑な気持ちになる。
・三度の飯より伸び型を好む。